# Lutjanus lunulatus
Lutjanus lunulatus is een straalvinnige vis uit de familie van snappers (Lutjanidae) en behoort derhalve tot de orde van baarsachtigen (Perciformes). De vis kan een lengte bereiken van 35 centimeter.

## Leefomgeving
Lutjanus lunulatus is een zoutwatervis. De vis prefereert een tropisch klimaat en heeft zich verspreid over de Grote en Indische Oceaan. De diepteverspreiding is 10 tot 30 meter onder het wateroppervlak.

## Relatie tot de mens
Lutjanus lunulatus is voor de visserij van beperkt commercieel belang. In de hengelsport wordt er weinig op de vis gejaagd.